# Saison 2014 de l'équipe cycliste Nankang-Fondriest

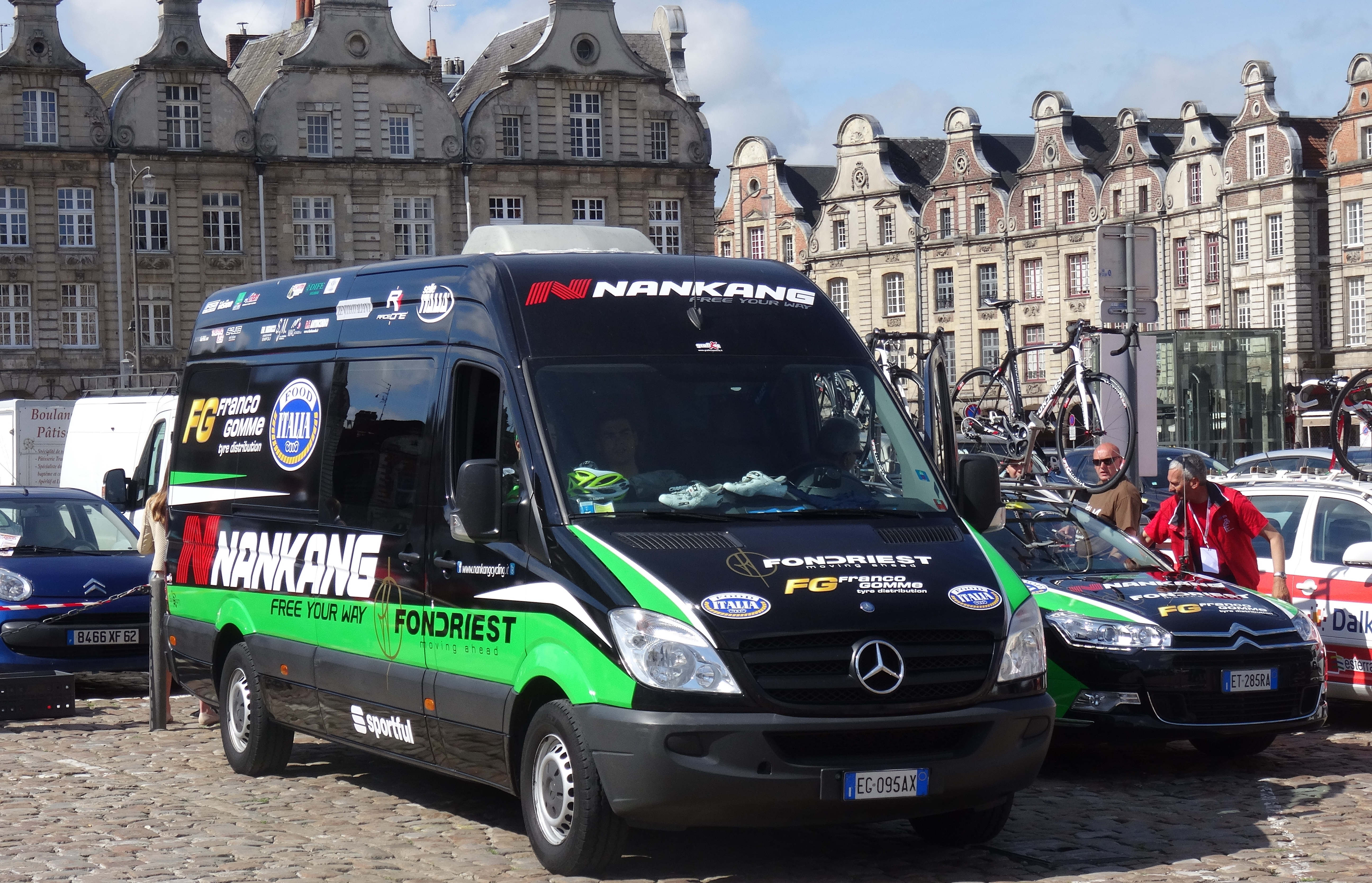
La camionnette de l'équipe et une voiture lors de la 3e étape du Paris-Arras Tour 2014 à Arras.

La saison 2014 de l'équipe cycliste Nankang-Fondriest est la deuxième de cette équipe.

## Préparation de la saison 2014

### Arrivées et départs
| Arrivées             | Équipe 2013                |
| -------------------- | -------------------------- |
| Matteo Belli         | Food Italia Mg K Vis Norda |
| Edward Beltrán       | EPM-UNE                    |
| Francesco Bonistalli | Big Hunter-Seanese         |
| Alfonso Fiorenza     | Food Italia Mg K Vis Norda |
| Giacomo Forconi      | Food Italia Mg K Vis Norda |
| Matteo Gozzi         | GS Podenzano               |
| Antonio Merolese     | Food Italia Mg K Vis Norda |
| Lorenzo Nardi        |                            |
| Alex Paoli           | Food Italia Mg K Vis Norda |
| Loris Paoli          | Food Italia Mg K Vis Norda |
| Andrea Sannino       |                            |
| Luca Taschin         | Veloclub Senigallia        |
| Lorenzo Trabucco     | Food Italia Mg K Vis Norda |

| Départs          | Équipe 2014       |
| ---------------- | ----------------- |
| Amaro Antunes    | Banco BIC-Carmim  |
| António Barbio   | Anicolor-Mortágua |
| Andrea Fedi      | Yellow Fluo       |
| Matteo Fedi      |                   |
| Ilya Gorodnichev |                   |
| Andrea Manfredi  | Bardiani CSF      |
| Davide Mucelli   | Meridiana Kamen   |
| Andrea Piechele  | Bardiani CSF      |
| Rafael Reis      | Banco BIC-Carmim  |
| Ivan Rovny       | Tinkoff-Saxo      |
| Antonio Santoro  | Meridiana Kamen   |

## Coureurs et encadrement technique

### Effectif

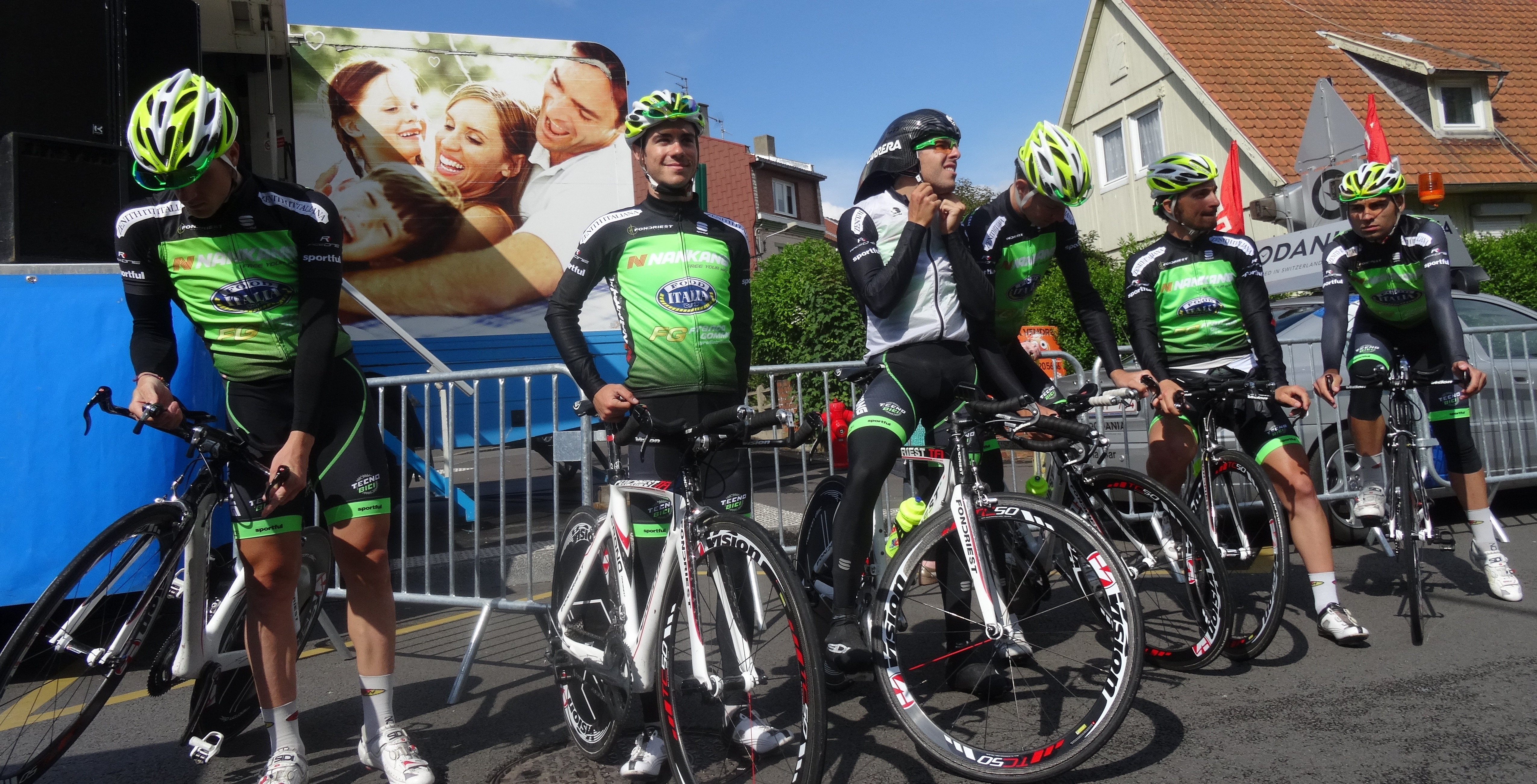
L'équipe avant le départ du contre-la-montre par équipes de la 1re étape du Paris-Arras Tour 2014 reliant Lens à Arras.

Seize coureurs constituent l'effectif 2014 de l'équipe. Edward Beltrán quitte l'équipe le 5 mars pour rejoindre l'équipe principale Tinkoff-Saxo, tandis que Francesco Bonistalli, Lorenzo Nardi et Loris Paoli rejoignent l'équipe le 25 mai.
| Cycliste             | Date de naissance | Nationalité | Équipe 2013                 |
| -------------------- | ----------------- | ----------- | --------------------------- |
| Filippo Baggio       | 5 juin 1988       | Italie      | Ceramica Flaminia-Fondriest |
| Alfredo Balloni      | 20 septembre 1989 | Italie      | Ceramica Flaminia-Fondriest |
| Matteo Belli         | 17 juin 1988      | Italie      | Food Italia Mg K Vis Norda  |
| Edward Beltrán       | 18 janvier 1990   | Colombie    | EPM-UNE                     |
| Francesco Bonistalli | 25 août 1992      | Italie      | Big Hunter-Seanese          |
| Nicola Dal Santo     | 14 novembre 1988  | Italie      | Ceramica Flaminia-Fondriest |
| Alfonso Fiorenza     | 27 février 1991   | Italie      | Food Italia Mg K Vis Norda  |
| Giacomo Forconi      | 24 avril 1993     | Italie      | Food Italia Mg K Vis Norda  |
| Matteo Gozzi         | 11 décembre 1987  | Italie      | GS Podenzano                |
| Antonio Merolese     | 7 juillet 1992    | Italie      | Food Italia Mg K Vis Norda  |
| Lorenzo Nardi        | 19 août 1993      | Italie      |                             |
| Alex Paoli           | 9 juillet 1993    | Italie      | Food Italia Mg K Vis Norda  |
| Loris Paoli          | 4 mars 1991       | Italie      | Food Italia Mg K Vis Norda  |
| Andrea Sannino       | 27 mai 1994       | Italie      |                             |
| Luca Taschin         | 8 juin 1994       | Italie      | Veloclub Senigallia         |
| Lorenzo Trabucco     | 26 mars 1994      | Italie      | Food Italia Mg K Vis Norda  |

Portraits
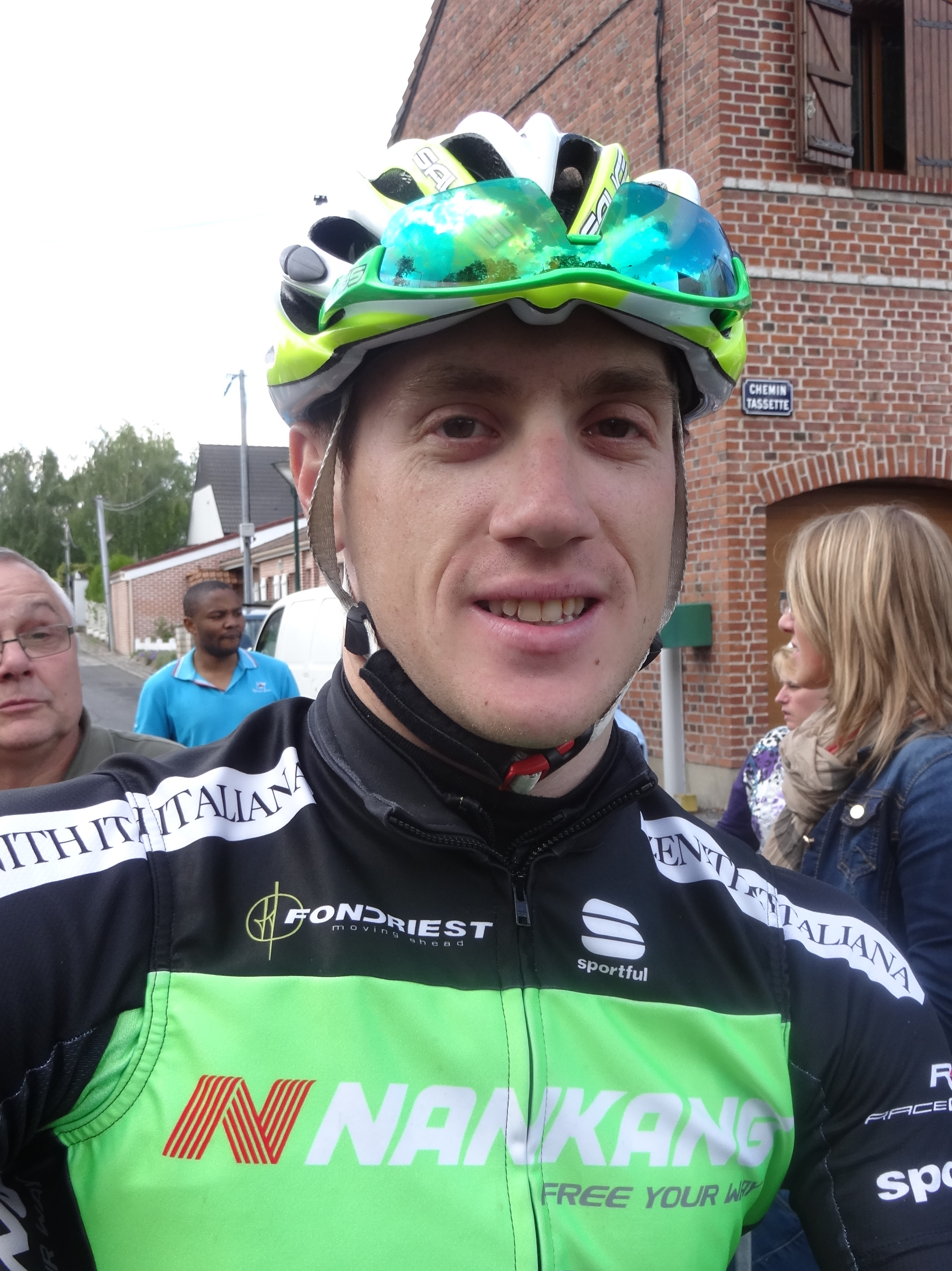
Filippo Baggio.
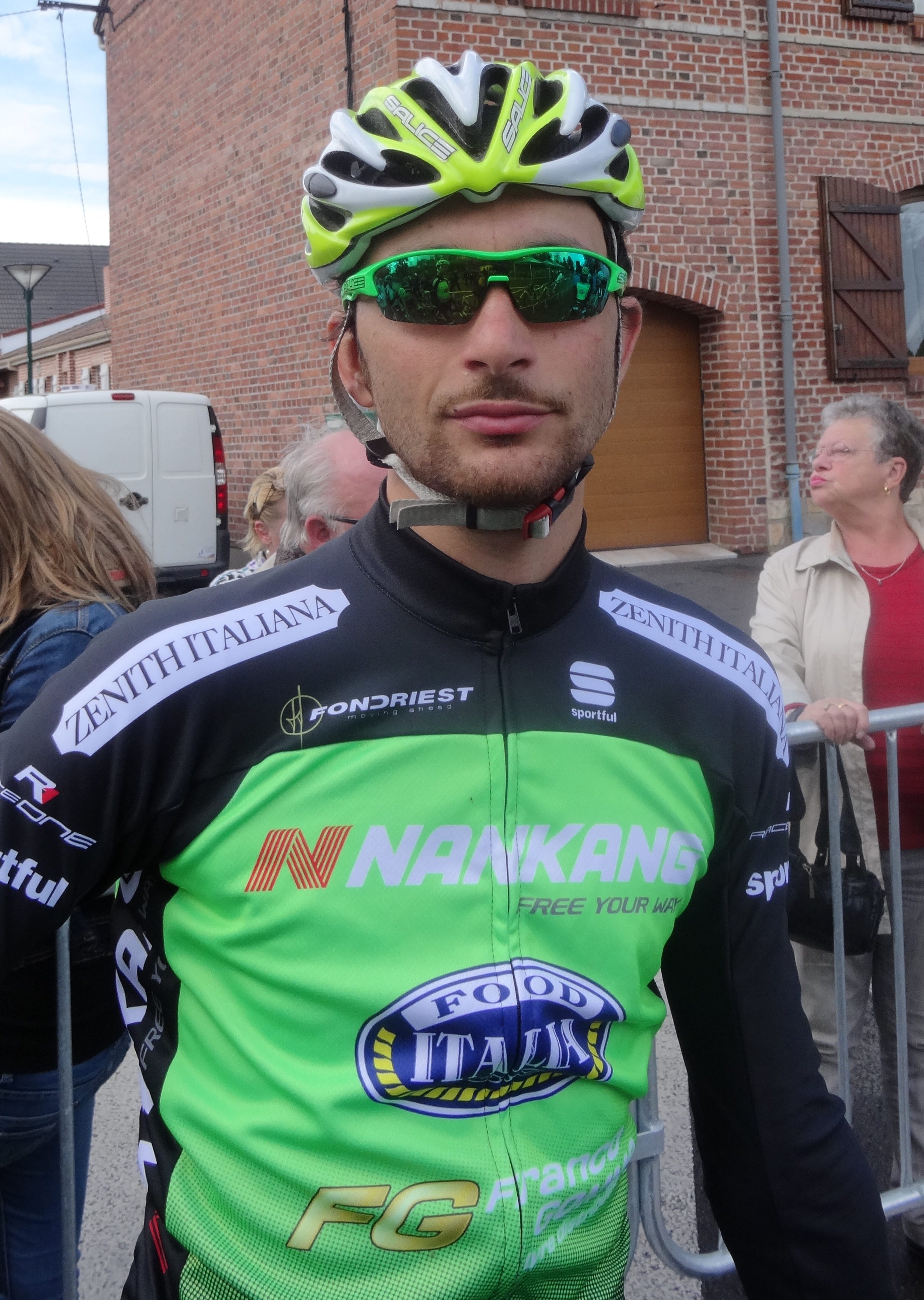
Matteo Belli.
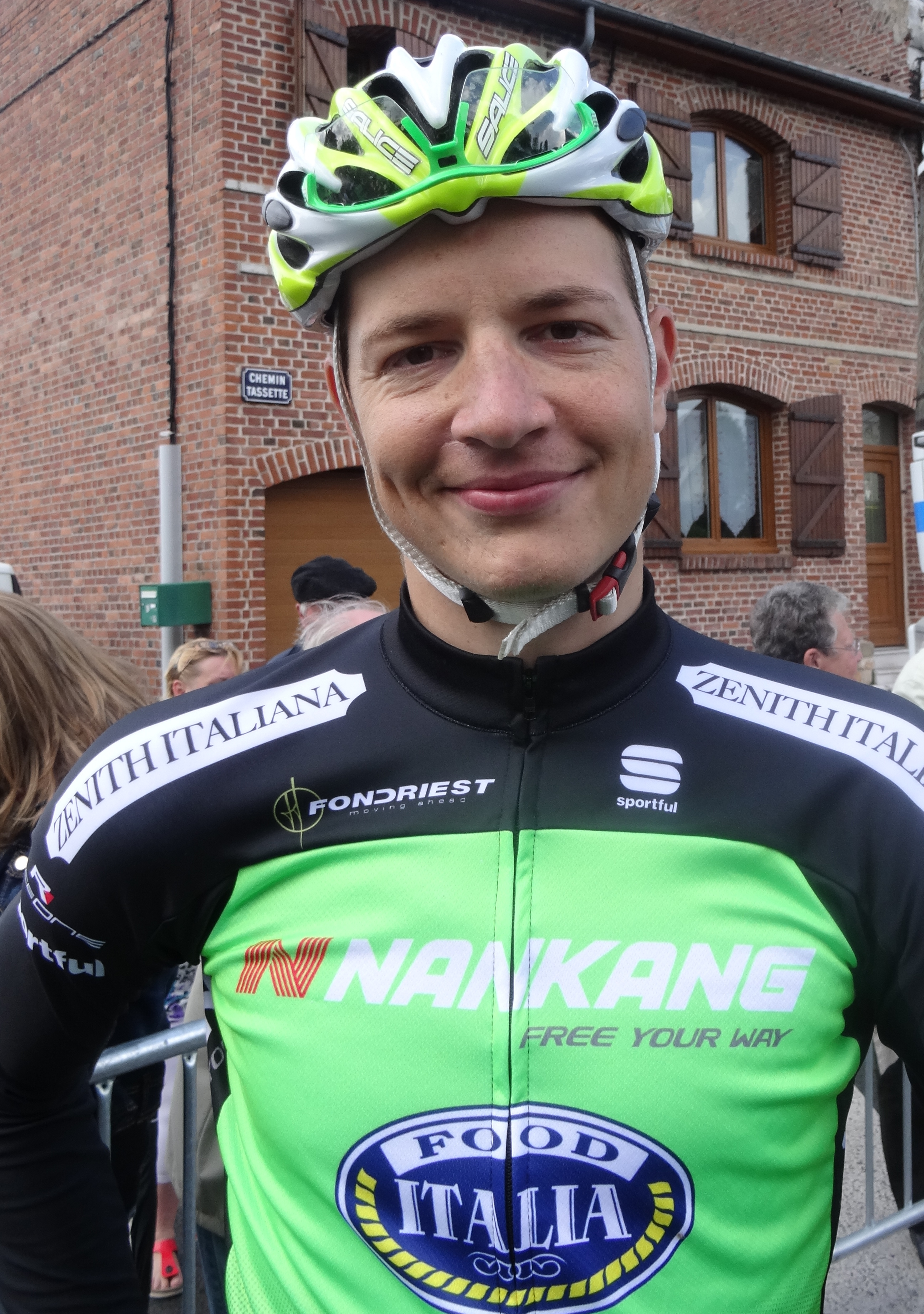
Nicola Dal Santo.
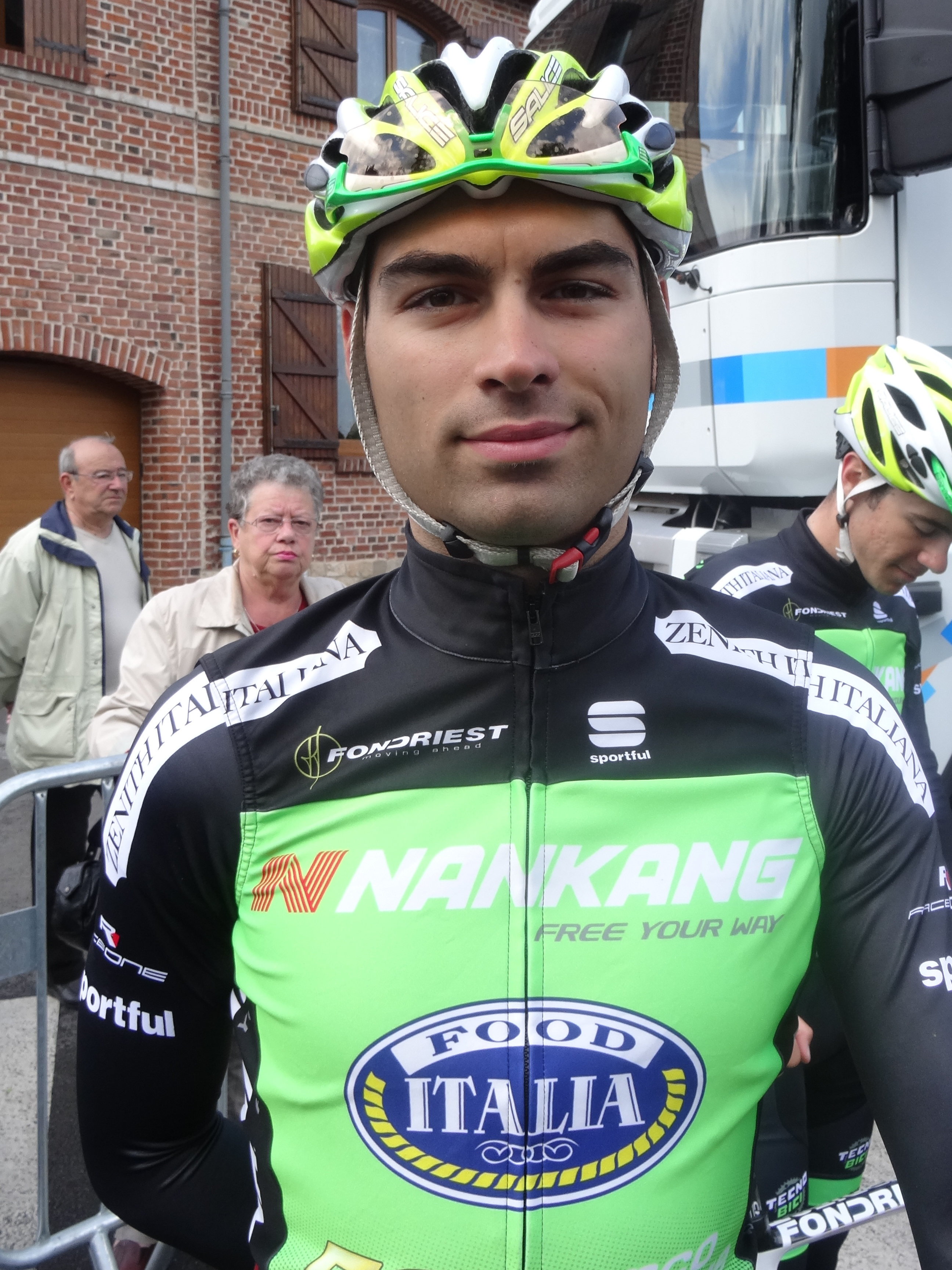
Alfonso Fiorenza.
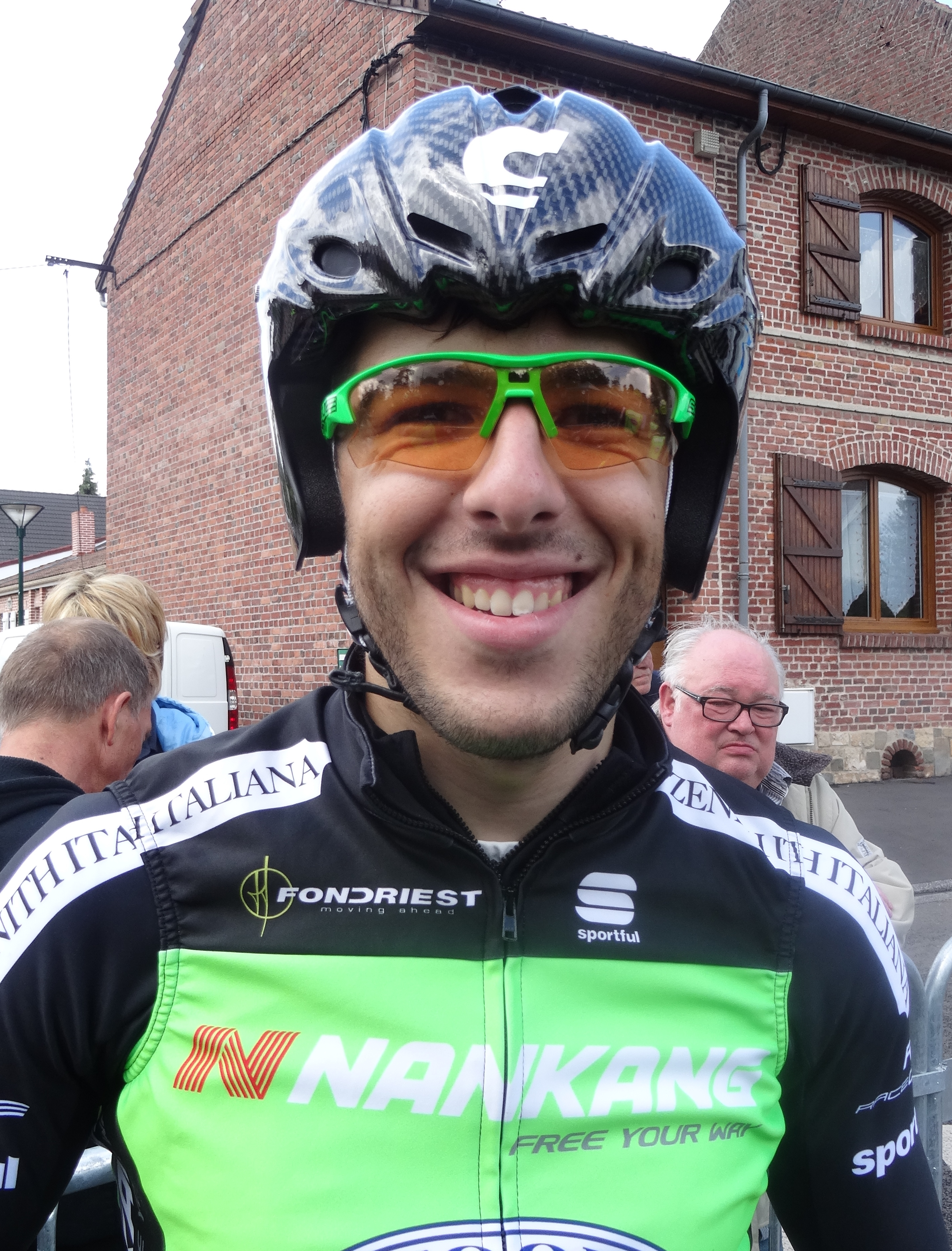
Giacomo Forconi.
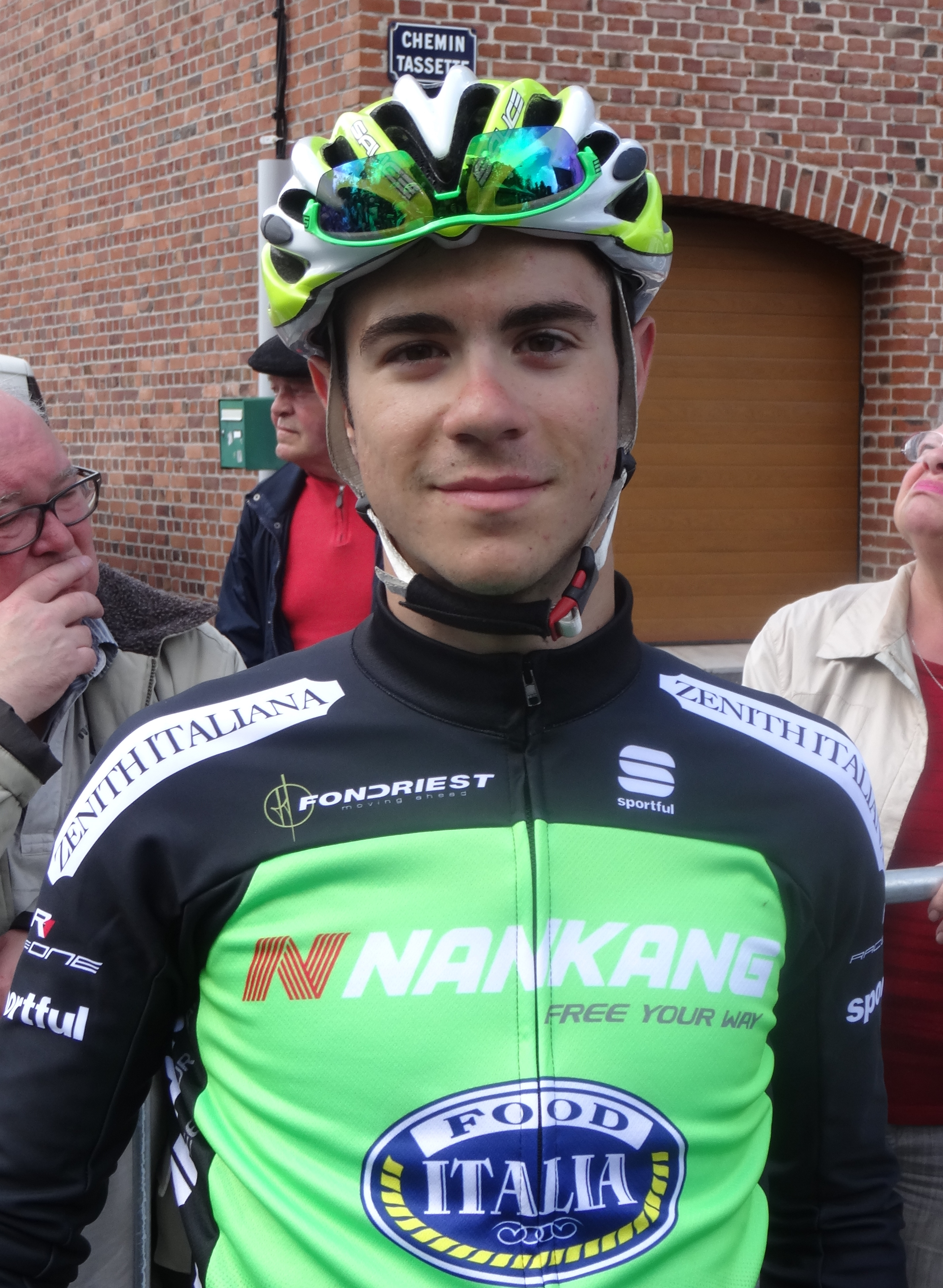
Luca Taschin.

## Bilan de la saison

### Victoires
Aucune victoire UCI.

### Classement UCI

#### UCI Europe Tour
L'équipe Nankang-Fondriest termine à la 107e place de l'Europe Tour avec 36 points. Ce total est obtenu par l'addition des points des huit meilleurs coureurs de l'équipe au classement individuel, cependant seuls trois coureurs sont classés,.
| Rang | Coureur        | Points |
| ---- | -------------- | ------ |
| 485  | Matteo Belli   | 23     |
| 761  | Filippo Baggio | 10     |
| 985  | Matteo Gozzi   | 3      |